# Golm (Poczdam)
Golm (od Kulm, także w językach zachodniosłowiańskich chelm „góra, pagórek“, porównaj Chełm) – jedna z zachodnich dzielnic Poczdamu. Siedziby mają tu między innymi jeden z 3 kampusów Uniwersytetu Poczdamskiego, 3 instytuty Towarzystwa Maxa Plancka, instytuty Fraunhofer-Gesellschaft, koszary Havelland ciągnące się do gminy Eiche oraz brandenburskie Landeskommando Bundeswehry. Nazwa odnosi się albo do wzgórza Reihenberg w centrum dzielnicy (68 m n.p.m.) albo do wzgórza Ehrenpfortenberg (57 m n.p.m.) leżącego na zachodzie.

## Historia

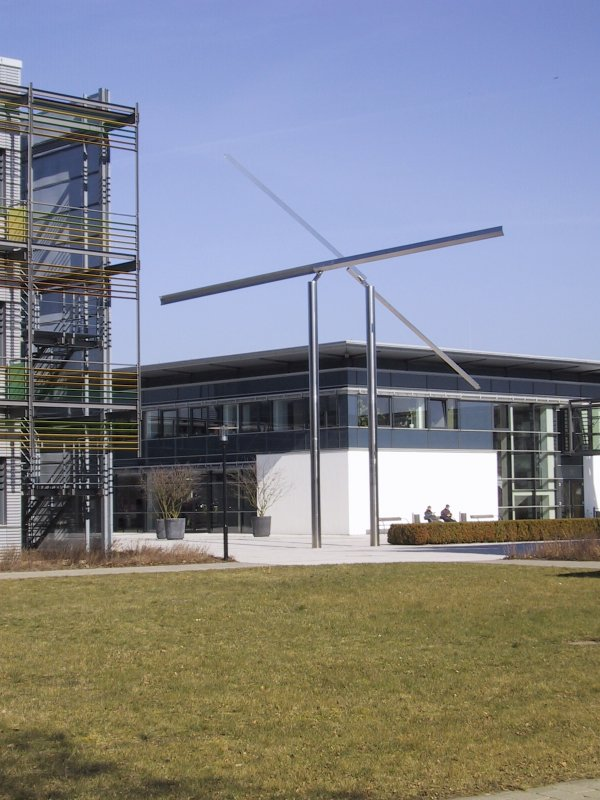
Kampus Instytutu Maxa Plancka w Parku Naukowym Golm

Nazwa pochodzi od słowiańskich osadników mieszkających tam od IX do XI wieku i oznacza „pagórek”. W wieku XI i XII przybyli tam niemieccy osadnicy. Najstarsza wzmianka o Golm pochodzi z 1289. W 1685 osiedlili się w tam i w okolicy szwajcarscy rolnicy i wpłynęli długotrwale na rozwój.
W latach 30. na wschodnim krańcu jednostki ewidencyjnej zostały wzniesione budynki na potrzeby jednostki wywiadu lotniczego Luftnachrichtenabteilung Oberbefehlshaber der Luftwaffe. W szkole Feldmeistrów stacjonował pociąg muzyczny Rzeszy „Reichsmusikzug“ Herms Niel.
W czasach Niemieckiej Republiki Demokratycznej w części południowo-wschodniej wprowadziła się Nationale Volksarmee (w kierunku Kuhforter Damm), obecnie stacjonuje tam Bundeswehra. W północno-zachodniej części (w kierunku obecnego dworca) znajdowała się Szkoła Wyższa Ministerstwa Bezpieczeństwa Państwowego NRD (Hochschule des Ministeriums für Staatssicherheit) – dzisiaj część Uniwersytetu Poczdamskiego.
We wschodniej części Golm zrobiono odwierty w poszukiwaniu gazu ziemnego sięgające paruset metrów w głąb ziemi.
Od 1948 do 1993 w Golm znajdował się nadajnik Golm dla fal średnich o mocy 20 kW. W 1948 zbudowano z materiałów z wież Rehmate, 100 metrową wieżę drewnianą posiadającą cztery wysięgniki trzymające antenę nadawczą. Później wieża została zastąpiona dwoma 51 metrowymi stalowymi masztami wyposażonymi w nadajnik, antenę Marconiego z pojemnościowym obciążeniem dachu i cewką wydłużającą fale, antenę techniczna oraz antenę zapasową. 25 października 1979 drewniana wieża, która od 27 października 1953, dnia wysadzenia drewnianej wieży w Wiederau była najwyższą budowlą z drewna w NRD została z powodu złego stanu technicznego wysadzona.

## Przynależność administracyjna
Golm był gminą powiatu Osthavelland. 1 sierpnia 1935 miejscowość została włączona do okręgu miejskiego Poczdamu, a 25 czerwca 1952 została ponownie wyłączona z Poczdamu. Golm stworzył z sąsiednią miejscowością Eiche nową gminę Eiche-Golm w okręgu administracyjnym Poczdam. 1 stycznia 1962 Golm został wydzielony od Eiche i stał się samodzielną gminą. Ostatecznie po protestach został 26 października 2003 włączony do Poczdamu. Większość mieszkańców i rada gminy opowiedziały się za przyłączeniem do miasta Werder (Havel).

## Geografia
Dzielnica graniczy na północy z dzielnicą Grube i Bornim, na wschodzie z dzielnicą Eiche, na południu z Wildpark-West, należącego do Geltow w gminie Schwielowsee, i na zachodzie z jeziorem Großer Zernsee. Tam też, na południowym wschodzie Golm leży osiedle Kuhfort w Wildpark Potsdam. Na zachód od niego znajduje się nizina Golmer Luch.

## Budowle

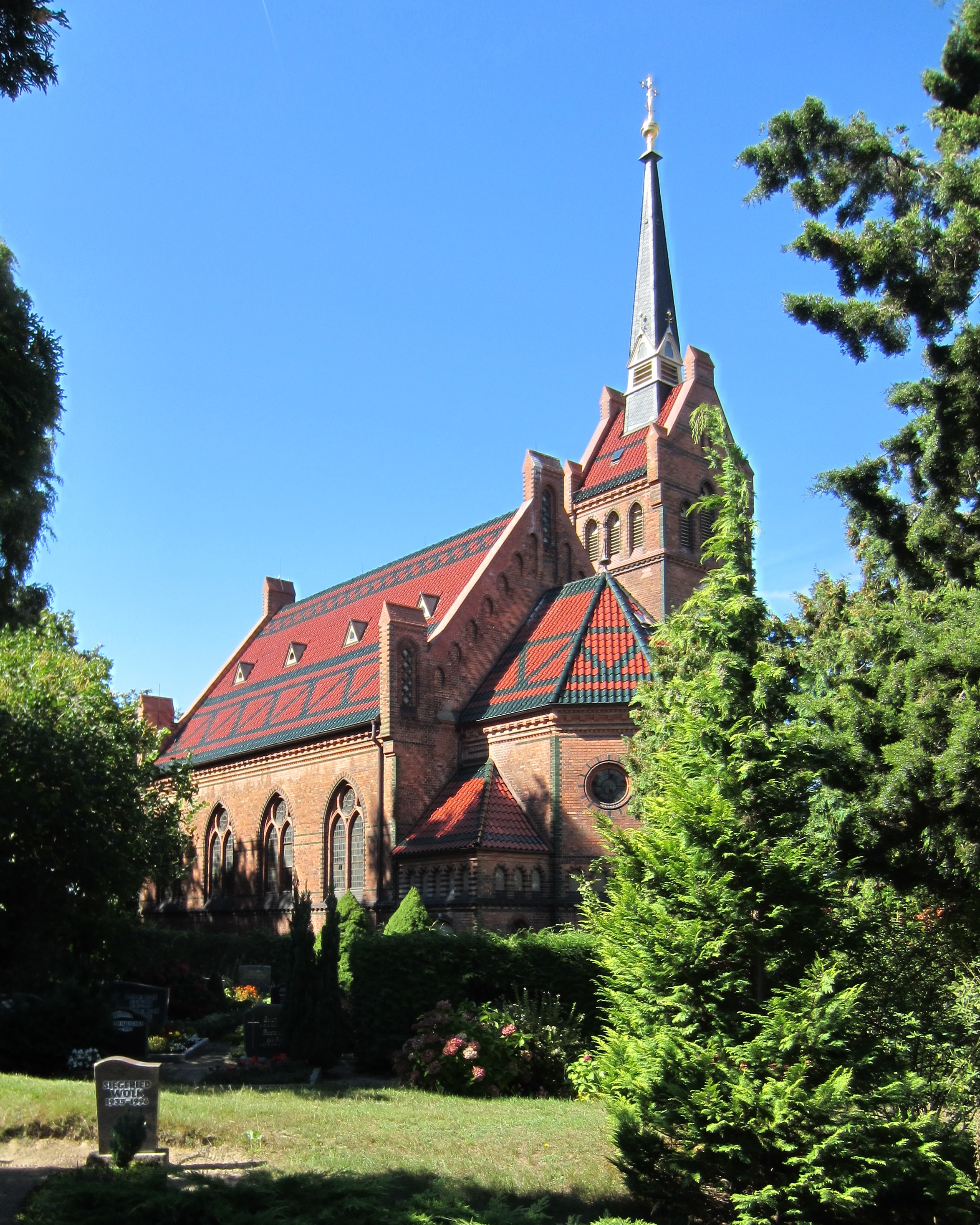
Kościół Cesarza Fryderyka

U stóp wzgórza Reiherbergu znajduje się stary kościół wiejski z XIII oraz nowy Golmer Kirche, poświęcony 24 czerwca 1886. Patronuje mu jego mecenas 99-dniowy Cesarz Fryderyk III, który jeszcze jako następca tronu Fryderyk Wilhelm wspierał wraz ze swoją małżonką budowę kościoła. Zaraz obok tego neogotyckiego kościoła znajduje się "Bociania ławka" (Storchenbank), z której można obserwować leżące po drugiej stronie ulicy bocianie gniazdo.
Nad jeziorem Großer Zernsee znajduje się zamek Gut Golm, gdzie przed 70 laty odpoczywały ówczesne gwiazdy wytwórni Universum Film AG. Został on wzniesiony między 1912 a 1914 na wniosek Niuty von dem Bottlenberg.

## Kolej

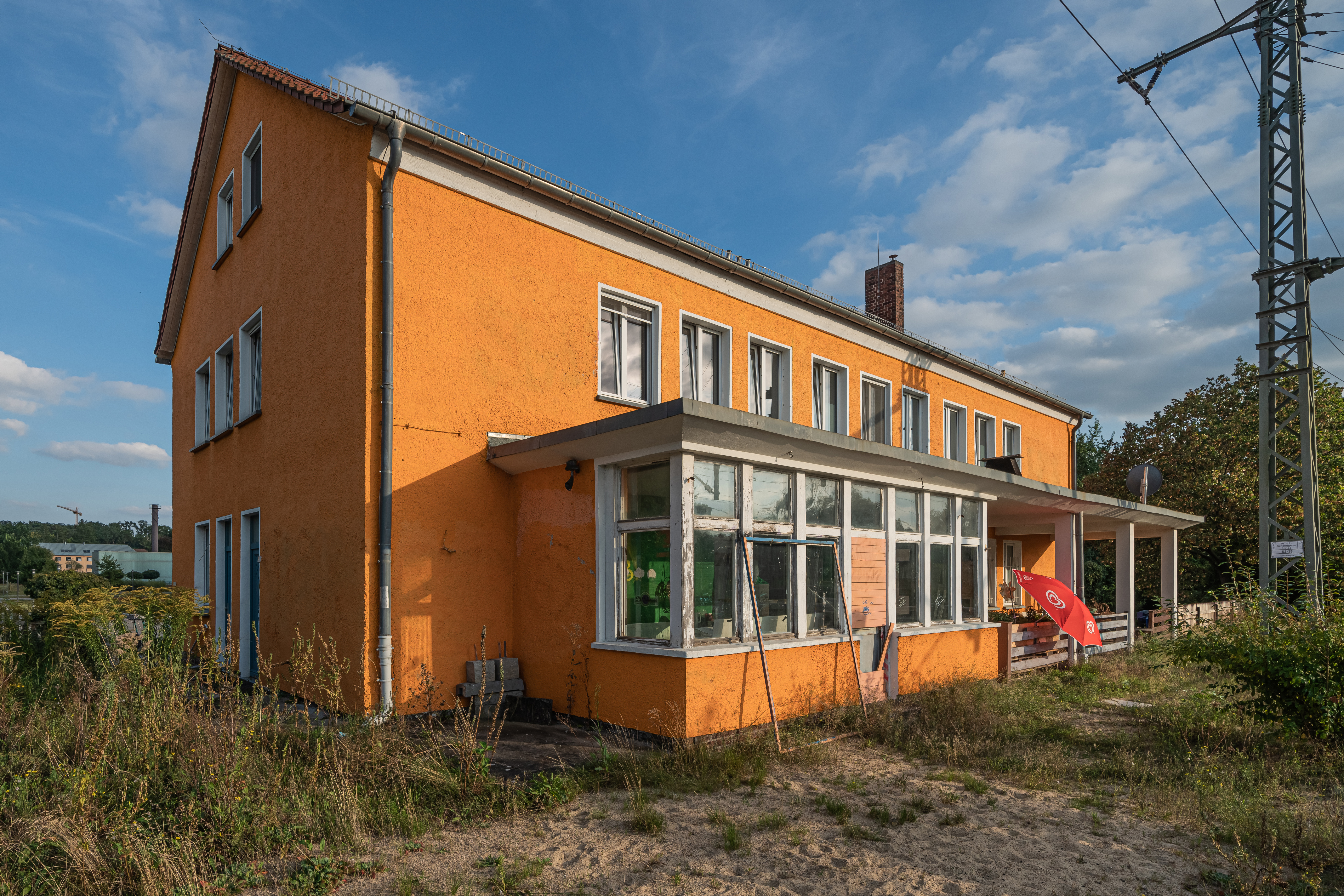
Dawny budynek dworca Golm

W 1902 otworzono jednotorową obwodnicę kolejową prowadzącą przez Golm. Podczas budowy Berliner Außenringu latach 50. linia kolejowa została rozbudowana. Na dworcu kolejowym Golm odjeżdżają pociągi w kierunku: Wustermark, Hennigsdorf a od 2011 także pociągi w kierunku lotniska Berlin-Schönefeld.

## Herb
Herb Golm został zaprojektowany przez heraldyka Franka Diemara i przedstawia czaplę na zielonym tle, stanowiący herb mówiący Reiherbergu.